# Volta a la Comunitat Valenciana 2019
La Volta a la Comunitat Valenciana 2019, settantesima edizione della corsa e valevole come evento dell'UCI Europe Tour 2019 categoria 2.1, si svolge in 5 tappe dal 6 al 10 febbraio 2019 su un percorso di 647 km, con partenza da Orihuela e arrivo a Valencia, in Spagna. La vittoria fu appannaggio dello spagnolo Jon Izagirre, il quale completò il percorso in 16h08'44", precedendo i connazionali Alejandro Valverde e Pello Bilbao.
Sul traguardo di Valencia 151 ciclisti, 167 partiti da Orihuela, portarono a termine la competizione.

## Tappe
| Tappa  | Data        | Percorso                                | km    | Vincitore di tappa   | Leader cl. generale  |
| ------ | ----------- | --------------------------------------- | ----- | -------------------- | -------------------- |
| 1ª     | 6 febbraio  | Orihuela > Orihuela (cron. individuale) | 10,2  | Edvald Boasson Hagen | Edvald Boasson Hagen |
| 2ª     | 7 febbraio  | Alicante > Alicante                     | 166   | Matteo Trentin       | Edvald Boasson Hagen |
| 3ª     | 8 febbraio  | Quart de Poblet > Chera                 | 194,3 | Greg Van Avermaet    | Edvald Boasson Hagen |
| 4ª     | 9 febbraio  | Vila-real > Alcalà-Alcossebre           | 188   | Adam Yates           | Jon Izagirre         |
| 5ª     | 10 febbraio | Paterna > Valencia                      | 88,5  | Dylan Groenewegen    | Jon Izagirre         |
| Totale | Totale      | Totale                                  | 647   |                      |                      |

## Squadre e corridori partecipanti
| N.      | Cod. | Squadra                    |
| ------- | ---- | -------------------------- |
| 1-7     | MOV  | Movistar Team              |
| 11-17   | SKY  | Team Sky                   |
| 21-27   | CPT  | CCC Team                   |
| 31-37   | MTS  | Mitchelton-Scott           |
| 41-47   | AST  | Astana Pro Team            |
| 51-57   | TBM  | Bahrain-Merida             |
| 61-67   | TJV  | Team Jumbo-Visma           |
| 71-77   | ALM  | AG2R La Mondiale           |
| 81-87   | UAD  | UAE Team Emirates          |
| 91-97   | TKA  | Team Katusha Alpecin       |
| 101-107 | TDD  | Team Dimension Data        |
| 111-117 | COF  | Cofidis, Solutions Crédits |

| N.      | Cod. | Squadra                       |
| ------- | ---- | ----------------------------- |
| 121-127 | TDE  | Direct Énergie                |
| 131-137 | ICA  | Israel Cycling Academy        |
| 141-147 | SVB  | Sport Vlaanderen-Baloise      |
| 151-157 | NIP  | Nippo-Vini Fantini-Faizanè    |
| 161-167 | EUS  | Euskadi Basque Country-Murias |
| 171-177 | GAZ  | Gazprom-RusVelo               |
| 181-187 | W52  | W52/FC Porto                  |
| 191-197 | CJR  | Caja Rural-Seguros RGA        |
| 201-207 | RLY  | Rally UHC Cycling             |
| 211-217 | EUK  | Equipo Euskadi                |
| 221-227 | BBH  | Burgos-BH                     |
| 231-237 | KMT  | Kometa Cycling Team           |

## Dettagli delle tappe

### 1ª tappa
- 6 febbraio: Orihuela > Orihuela – Cronometro individuale – 10,2 km

Risultati
| Pos. | Corridore        | Squadra   | Tempo  |
| ---- | ---------------- | --------- | ------ |
| 1    | E. Boasson Hagen | Dimension | 12'55" |
| 2    | Jon Izagirre     | Astana    | a 5"   |
| 3    | Tony Martin      | Jumbo     | a 7"   |

| Pos. | Corridore        | Squadra   | Tempo  |
| ---- | ---------------- | --------- | ------ |
| 1    | E. Boasson Hagen | Dimension | 12'55" |
| 2    | Jon Izagirre     | Astana    | a 5"   |
| 3    | Tony Martin      | Jumbo     | a 7"   |

### 2ª tappa
- 7 febbraio: Alicante > Alicante – 166 km

Risultati
| Pos. | Corridore      | Squadra    | Tempo    |
| ---- | -------------- | ---------- | -------- |
| 1    | Matteo Trentin | Mitchelton | 4h10'12" |
| 2    | Nacer Bouhanni | Cofidis    | s.t.     |
| 3    | Ben Swift      | Sky        | s.t.     |

| Pos. | Corridore        | Squadra   | Tempo    |
| ---- | ---------------- | --------- | -------- |
| 1    | E. Boasson Hagen | Dimension | 4h23'07" |
| 2    | Jon Izagirre     | Astana    | a 5"     |
| 3    | Tony Martin      | Jumbo     | a 7"     |

### 3ª tappa
- 8 febbraio: Quart de Poblet > Chera – 194,3 km

Risultati
| Pos. | Corridore         | Squadra    | Tempo    |
| ---- | ----------------- | ---------- | -------- |
| 1    | Greg Van Avermaet | CCC        | 5h00'16" |
| 2    | Matteo Trentin    | Mitchelton | s.t.     |
| 3    | Luis León Sánchez | Astana     | s.t.     |

| Pos. | Corridore        | Squadra      | Tempo    |
| ---- | ---------------- | ------------ | -------- |
| 1    | E. Boasson Hagen | Dimension    | 9h23'23" |
| 2    | Jon Izagirre     | Astana       | a 5"     |
| 3    | Dylan Teuns      | Bahrain-Mer. | a 8"     |

### 4ª tappa
- 9 febbraio: Vila-real > Alcalà-Alcossembre – 188 km

Risultati
| Pos. | Corridore          | Squadra    | Tempo    |
| ---- | ------------------ | ---------- | -------- |
| 1    | Adam Yates         | Mitchelton | 4h54'57" |
| 2    | Alejandro Valverde | Movistar   | s.t.     |
| 3    | Pello Bilbao       | Astana     | a 2"     |

| Pos. | Corridore          | Squadra  | Tempo     |
| ---- | ------------------ | -------- | --------- |
| 1    | Jon Izagirre       | Astana   | 14h18'27" |
| 2    | Alejandro Valverde | Movistar | a 7"      |
| 3    | Pello Bilbao       | Astana   | s.t.      |

### 5ª tappa
- 10 febbraio: Paterna > Valencia – 88,5 km

Risultati
| Pos. | Corridore          | Squadra | Tempo    |
| ---- | ------------------ | ------- | -------- |
| 1    | Dylan Groenewegen  | Jumbo   | 1h50'17" |
| 2    | Alexander Kristoff | UAE     | s.t.     |
| 3    | Pello Bilbao       | Astana  | s.t.     |

| Pos. | Corridore          | Squadra  | Tempo     |
| ---- | ------------------ | -------- | --------- |
| 1    | Jon Izagirre       | Astana   | 16h08'44" |
| 2    | Alejandro Valverde | Movistar | a 7"      |
| 3    | Pello Bilbao       | Astana   | s.t.      |

## Evoluzione delle classifiche
| Tappa              | Vincitore            | Classifica generale Maglia gialla | Classifica scalatori Maglia a pois | Classifica giovani Maglia bianca | Classifica combinata Maglia ocra | Classifica a squadre |
| ------------------ | -------------------- | --------------------------------- | ---------------------------------- | -------------------------------- | -------------------------------- | -------------------- |
| 1ª                 | Edvald Boasson Hagen | Edvald Boasson Hagen              | non assegnata                      | Harry Tanfield                   | Edvald Boasson Hagen             | Astana Pro Team      |
| 2ª                 | Matteo Trentin       | Edvald Boasson Hagen              | Diego Rubio                        | Mads Würtz Schmidt               | Omar Fraile                      | Astana Pro Team      |
| 3ª                 | Greg Van Avermaet    | Edvald Boasson Hagen              | Diego Rubio                        | Iván García Cortina              | Luis León Sánchez                | Astana Pro Team      |
| 4ª                 | Adam Yates           | Jon Izagirre                      | Diego Rubio                        | Sergio Higuita                   | Alejandro Valverde               | Astana Pro Team      |
| 5ª                 | Dylan Groenewegen    | Jon Izagirre                      | Diego Rubio                        | Sergio Higuita                   | Alejandro Valverde               | Astana Pro Team      |
| Classifiche finali | Classifiche finali   | Jon Izagirre                      | Diego Rubio                        | Sergio Higuita                   | Alejandro Valverde               | Astana Pro Team      |

## Classifiche finali

### Classifica generale - Maglia gialla
| Pos. | Corridore          | Squadra      | Tempo     |
| ---- | ------------------ | ------------ | --------- |
| 1    | Jon Izagirre       | Astana       | 16h08'44" |
| 2    | Alejandro Valverde | Movistar     | a 7"      |
| 3    | Pello Bilbao       | Astana       | s.t.      |
| 4    | Daniel Martin      | UAE          | a 16"     |
| 5    | Dylan Teuns        | Bahrain-Mer. | a 18"     |
| 6    | Jesús Herrada      | Cofidis      | a 29"     |
| 7    | Jack Haig          | Mitchelton   | a 33"     |
| 8    | Adam Yates         | Mitchelton   | a 34"     |
| 9    | E. Boasson Hagen   | Dimension    | a 46"     |
| 10   | Rui Costa          | UAE          | a 48"     |

### Classifica scalatori - Maglia a pois
| Pos. | Corridore        | Squadra    | Punti |
| ---- | ---------------- | ---------- | ----- |
| 1    | Diego Rubio      | Burgos-BH  | 41    |
| 2    | Silvan Dillier   | AG2R       | 18    |
| 3    | Preben Van Hecke | Sport Vl.  | 18    |
| 4    | João Rodrigues   | W52        | 12    |
| 5    | Adam Yates       | Mitchelton | 6     |

### Classifica giovani - Maglia bianca
| Pos. | Corridore        | Squadra      | Tempo     |
| ---- | ---------------- | ------------ | --------- |
| 1    | Sergio Higuita   | Euskadi      | 16h09'50" |
| 2    | Aleksandr Vlasov | Gazprom      | a 11"     |
| 3    | Steff Cras       | Katusha      | a 39"     |
| 4    | Juan Pedro López | Kometa       | a 1'20"   |
| 5    | Matej Mohorič    | Bahrain-Mer. | a 2'00"   |

### Classifica combinata - Maglia ocra
| Pos. | Corridore          | Squadra    | Tempo |
| ---- | ------------------ | ---------- | ----- |
| 1    | Alejandro Valverde | Movistar   | 11    |
| 2    | Adam Yates         | Mitchelton | 20    |
| 3    | Pello Bilbao       | Astana     | 25    |
| 4    | Jon Izagirre       | Astana     | 29    |
| 5    | Luis León Sánchez  | Astana     | 41    |

### Classifica a squadre
| Pos. | Squadra          | Tempo     |
| ---- | ---------------- | --------- |
| 1    | Astana Pro Team  | 48h27'22" |
| 2    | Team Sky         | a 2'25"   |
| 3    | Mitchelton-Scott | a 3'33"   |
| 4    | Bahrain-Merida   | a 3'51"   |
| 5    | CCC Team         | a 3'52"   |